# Tommy Kelly
Tommy Kelly (Jackson, 27 dicembre 1980) è un giocatore di football americano statunitense che ha militato nel ruolo di defensive lineman nella National Football League. Al college giocò a football alla Mississippi State University.

## Carriera professionistica

### Oakland Raiders
Kelly non venne scelto al Draft NFL 2004. Il 29 aprile 2004 firmò come rookie free agent un contratto di due anni per un valore di 545.000 dollari, di cui 10.000 di bonus alla firma. Debuttò nella NFL il 24 ottobre 2004 contro i New Orleans Saints come defensive tackle facendo il suo primo sack in carriera. Il 7 novembre contro i Carolina Panthers forzò il suo primo fumble in carriera. Il 21 novembre contro i San Diego Chargers giocò la sua prima partita da titolare come defensive end e forzò il suo secondo fumble stagionale. Il 19 dicembre contro i Tennessee Titans forzò un altro fumble. Il 2 gennaio 2005 recuperò il suo primo fumble in carriera contro i Jacksonville Jaguars.
Il 6 novembre 2005 contro i Kansas City Chiefs forzò 2 fumble e mise a segno 3 sack. Il 20 novembre contro i Washington Redskins forzò il suo terzo fumble stagionale.
Il 25 luglio 2006 firmò come exclusive-rights free agent un contratto annuale di 425.000 dollari. Il 3 dicembre contro gli Houston Texans forzò il suo 7 fumble in carriera.
Il 2 marzo 2007 firmò un contratto annuale di 1.850.000 dollari di cui 300.000 di bonus alla firma. Il 23 settembre 2007 contro i Cleveland Browns bloccò il field goal decisivo mantenendo in vantaggio i Raiders. Il 28 ottobre contro i Titans sostenne un grave infortunio al ginocchio, dopo soli 3 giorni venne messo sulla lista infortuni.
Il 28 febbraio 2008 firmò un contratto faraonico di 7 anni per 50.125.000 dollari (18.125.000 garantiti) di cui 13.000.000 di bonus alla firma. Secondo il parere di molti esperti trovarono eccessivo l'offerta fatta dai Raiders visto i non esaltanti risultati ottenuti dal giocatore fino a quel momento.
Nella stagione 2009 concluse ancora con parecchie prestazioni negative.
Nella stagione 2010 dopo essersi sottoposto a una cura per diminuire peso, Kelly trovò il giusto ritmo e chiuse con buoni risultati.
Il 25 settembre 2011 giocò la sua 100a partita nella NFL. Il 16 ottobre contro i Browns recuperò il suo secondo fumble in carriera. Il 10 novembre contro i Chargers forzò un fumble. Il 20 novembre contro i Minnesota Vikings fece il suo primo intercetto in carriera. Il 18 dicembre contro i Detroit Lions forzò il suo nono fumble in carriera. Il 24 dicembre fece la sua 100a presenza da titolare in carriera. I suoi 7,5 sack nel 2011 furono il massimo per un defensive tackle alla pari di Geno Atkins dei Cincinnati Bengals.
Il 28 ottobre 2012 contro i Kansas City Chiefs recuperò un fumble sulle 18 yard avversarie, trasformato successivamente in touchdown. Il 25 novembre contro i Bengals venne espulso dalla partita perché prese parte ad uno scontro a partita ferma con il giocatore dei Bengals Andrew Whitworth. Il 16 dicembre contro i Kansas City Chiefs fece il suo primo sack stagionale ai danni di Brady Quinn.
Il 27 marzo 2013 venne svincolato per liberare spazio salariale.

### New England Patriots
L'8 aprile 2013 firmò con i New England Patriots un contratto biennale del valore di 5 milioni di dollari (un milione garantito) di cui un milione di bonus alla firma. Il primo sack con la nuova maglia lo mise a segno nella settimana 2 su Geno Smith dei New York Jets. Un infortunio occorso nell'ottava settimana, costrinse Kelly a terminare in anticipo la stagione 2013. Il 24 agosto 2014 fu svincolato.

### Arizona Cardinals
Il 27 agosto 2014, Kelly firmò con gli Arizona Cardinals.

## Statistiche
| Partite totali      | 134  |
| Partite da titolare | 122  |
| Tackle totali       | 441  |
| Sack                | 36,5 |
| Intercetti          | 1    |
| Fumble forzati      | 9    |

Statistiche aggiornate alla stagione 2013